# Birnengitterrost
Der Birnengitterrost (Gymnosporangium sabinae syn. Gymnosporangium fuscum) ist ein zur Ordnung der Rostpilze (Uredinales) zählender, wirtswechselnder, pflanzenpathogener Pilz.

## Lebenszyklus

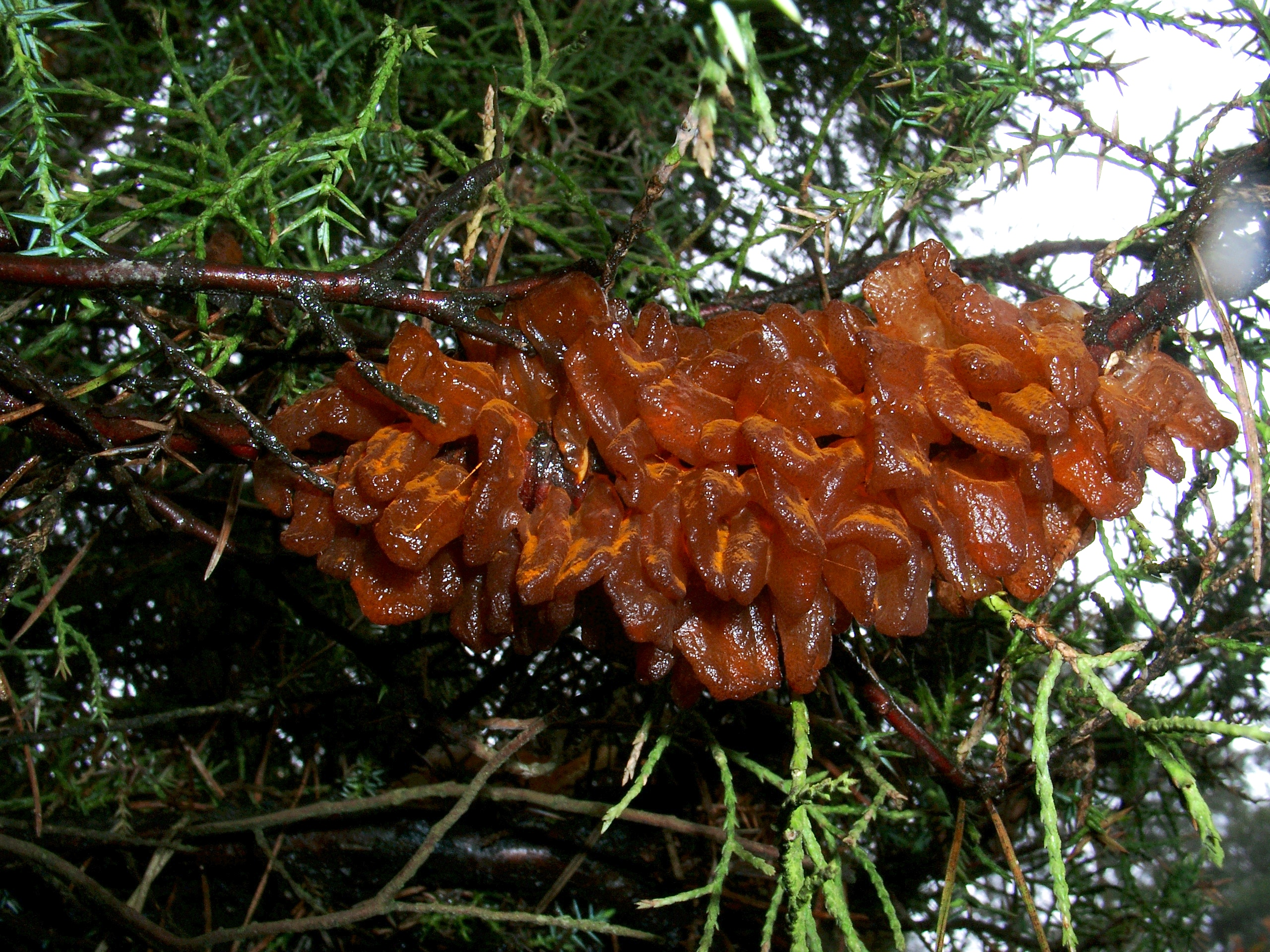
Sporenlager des Birnengitterrosts am Wacholder

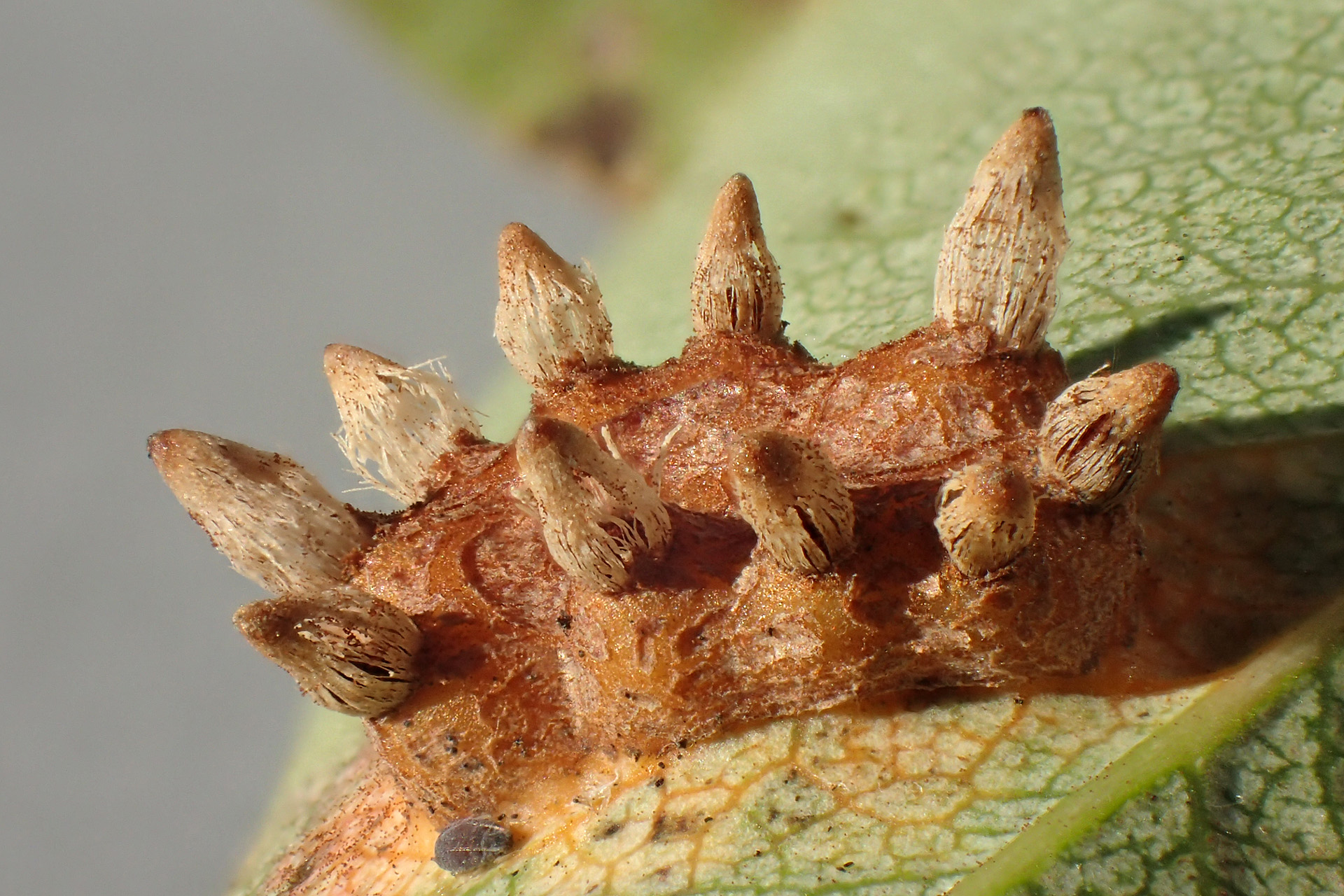
Aecidiosporenlager auf der Blattunterseite eines Birnbaumes

Der Birnengitterrost befällt dauerhaft verschiedene Wacholderarten und verursacht dort knotige Verdickungen der Äste. Die Sporenlager werden als orangefarbene, gummi- bis gallertartige Auswüchse im Frühjahr sichtbar. Sie quellen und schrumpfen in Abhängigkeit von Luftfeuchte und Niederschlag. Die hier gebildeten Basidiosporen werden jedes Frühjahr durch Wind auf die Blätter von Birnbäumen übertragen. Die Infektion der Blätter erfolgt von der Blattoberseite her und ist im Anfangsstadium durch orange-rote Flecken sichtbar, die sich mit der Zeit vergrößern. Hier bildet der Pilz Sommersporen, die ihrerseits nur die Blätter der Birnbäume infizieren. Möglicherweise helfen die auffällige Farbe und ausgeschiedener „Nektar“, Fliegen und Wespen anzulocken, die zur Verbreitung der Sporen beitragen. Auf diese Weise und bei günstiger Witterung kann sich der Pilz binnen kurzer Zeit explosionsartig ausbreiten.
Im Spätsommer wächst der Pilz durch das Blatt des Birnbaumes und bildet auf der Blattunterseite bräunliche, bis zu 1,5 cm lange, unregelmäßig ovale Wucherungen. In diesen Aecidiosporenlagern werden die Wintersporen gebildet. Mit der Sporenreife reißen die Wucherungen gitterartig auf und setzen die dunkelbraunen Wintersporen frei, die nun wieder Wacholder infizieren können.
In manchen Jahren erreicht der Befall fast alle Blätter eines Baums. Junge Birnbäume kann der Pilzbefall ernsthaft schädigen, bei älteren Pflanzen handelt es sich meist nur um einen weiteren Stressfaktor.

## Vorbeugende Bekämpfung
Der Birnengitterrost ist als wirtswechselnder Pilz an zwei Stellen zu bekämpfen:
1. Behandlung der Wintersporenlager an Wacholder (meist Chinesischer Wacholder (Juniperus chinensis) und Sadebaum (Juniperus sabina)):
  - Entfernen von betroffenen Bäumen und Sträuchern
  - Entfernen betroffener Stellen an Bäumen und Sträuchern
  - Ersetzen durch robuste (Juniperus hetzii) oder besser resistente Arten (z. B. Juniperus communis)
2. Behandlung des Sommerwirts Birne (seltener: Quitte):
  - Behandlung der Birne mit Fungiziden, zum Beispiel Myclobutanil (am besten in der Sporenflugphase, dazu befallenen Wacholder kontrollieren)

Die Sporen haben einen Flugradius von 500 Meter und können bei starkem Wind auch über weitere Distanzen transportiert werden. Das Entfernen eines der beiden Wirte, also Wacholder oder Birne, ist und bleibt die wichtigste Maßnahme. Der Einsatz von Pflanzenstärkungsmitteln kann das Ausmaß des Befalls minimieren. Zu Befall neigende Birnbäume können prophylaktisch bereits bei Sichtbarwerden der ersten Blütenknospen durch Spritzen mit Triazol in zweiwöchigen Abständen behandelt werden. Die Behandlung direkt an der Birne ist erfahrungsgemäß meist nur mäßig wirkungsvoll. Das Laub befallener Birnbäume kann bedenkenlos kompostiert werden.

## Verwechslung
An Wacholder-Arten der Sektion Sabina kommen Gymnosporangium confusum und G. fusisporum vor. Ersteres hat flachere, braunrote bis kastanienbraune Telien; letztere hat einheitlich geformte Teleutosporen. An Wacholdern der Sektion Juniperus treten weitere Arten der Gattung Gymnosporangium auf, darunter G. clavariiforme mit schlankeren, zylindrisch geformten, oft auch gekrümmten Telien. Der Birnengitterrost kommt an diesen Wacholdern nicht vor. G. confusum und G. clavariiforme führen meist einen Wirtswechsel mit Weißdornen durch, können selten jedoch auch an Birnen vorkommen. Die dort gebildeten Aecien öffnen sich vom Scheitel ausgehend.
An Birnbäumen werden orange (oder orangegraue) Verdickungen der Blätter auch durch die Birnenpockenmilbe hervorgerufen.